# Candy (canción de Mandy Moore)
«Candy» —en español: «Caramelo»- es una canción del álbum de debut de la cantante pop americana Mandy Moore de su álbum debut So Real de Epic Records. 
Ha vendido más de 2 000 000 de copias, Fue lanzado el 17 de agosto de 1999 en los Estados Unidos y en el primer trimestre de 2000 a nivel internacional como el sencillo promocional del álbum, cuando Mandy tenía la edad de 15 años. El sencillo la lanzó a la fama, llegó a la posición número uno en ventas durante dos semanas, al final de su promoción ya había logrado vender más de 500 000 copias en los Estados Unidos recibiendo la certificación de disco de oro. 
"Candy" fue escrito, compuesto y producido por Denise Rich, Dave Katz, Denny Kleiman. Trata acerca de una chica que le dice a un chico cuánto lo ama y que él se anime a pedirle que sea su pareja, Mandy relaciona el amor como un dulce al decir en un fragmento de su canción "sweet to me like sugar to my heart, I'm craving for you, I'm missing you like candy" (en español se podría interpretar como: "dulce para mí como azúcar para mi corazón, estoy anhelando por ti, me haces falta como un dulce").
El video musical para promocionar al sencillo y al álbum a la vez, fue dirigido por Chris Robinson. El videoclip inicia con tomas de una tranquila calle de los Estados Unidos donde se supone está la casa de Mandy Moore, la cámara se enfoca en su habitación donde ella empieza a cantar, aproximadamente después de un minuto sus amigas la llaman por la ventana, y todas salen en un VW Bettle verde, en el camino hacia la cafetería Mandy mira al chico que ella quiere y quien le dedica la canción, en el clímax del video monta una coreografía con sus bailarinas en el centro de una pista donde hay personas en patineta y patines.

## Antecedentes
A principios de los años 90s, la industria de la música experimentó un cambio radical en el estilo de música escuchada por las grandes masas. Después de varias exposiciones públicas, donde cantó el himno nacional en varios eventos deportivos de la Florida, Moore grabó algunas canciones que fueron escuchadas por un empleado de FedEx, quien de envió un demo a Epic Records. Poco después a finales de 1998, Moore firmó contrato con Sony Music. Epic Records, intento de hacer que Moore grabara y lanzara su álbum debut a medidos de 1999 para mantener el "bombo pop" que se vivía en esa época, algo que finalmente no sucedió. Originalmente el tema "So Real" sería el sencillo debut Moore, sin embargo los ejecutivos de sello tomaron la decisión que fuese "Candy". Fue así que "Candy" fue lanzado el 17 de agosto de 1999, a las emisoras de radios de los Estados Unidos.

## Composición
La canción Candy fue escrita y producida por Denise Rich, Dave Katz y Denny Kleiman. Trata acerca de una chica que le dice a un chico cuánto lo ama y que él se anime a pedirle que sea su pareja, Mandy relaciona el amor como un dulce al decir en un fragmento de su canción "sweet to me like sugar to my heart, I'm craving for you, I'm missing you like candy" (en español se podría interpretar como: "dulce para mí como azúcar para mi corazón, estoy anhelando por ti, me haces falta como un dulce"). Candy pertenece al género pop similar al de las Chicas pop de finales de los noventa, la canción se podría definir en ritmo como una mezcla entre ...Baby One More Time de Britney Spears y Genie in a Bottle de Christina Aguilera. 
La canción fue grabada por Moore en enero de 1999, en The Bennet House, Franklin, Tennessee.

## Recepción

### Crítica
"Candy" obtuvo críticas mixtas por parte de los críticos musicales. William Ruhlmann de Allmusic, dijo: "Ella solo tiene 15 años de edad", es decir "Candy", es un corte directo al grano. Moore es una cantante elegida al alzar por los ejecutivos de sello Epic Records. La melodía de danza midtempo es igualmente directa, con un estribillo que dice: "Me falta un caramelo", un sentimiento del público objetivo del preadolescentes seguramente puede entender. Moore no tiene el trasfondo de la sensualidad Britney Spears lleva a este tipo de material, pero luego parece estar apuntando a un público más joven. Ya sea o no que hace que es más dependiente de su belleza, su habilidad para bailar y habilidades de promoción de su marca que en el propio registro, que es aproximadamente normal para este tipo de cosas.

### Comercio
"Candy" inicialmente fue un éxito moderado a fines del año 1999, en Norteamérica. El sencillo ingresó en la posición n.º 88 al Billboard Hot 100 de los Estados Unidos y semanas después alcanzó la posición n.º 41. El sencillo también se posicionó número uno durante dos semanas consecutivas en el Hot 100 Singles Sales, siendo certificado de Oro por la RIAA tras superar 900,000 de unidades vendidas. El sencillo también experimentó un considerable éxito medio nivel de airplay, alcanzado la posición n.º 27 en Top 40 Mainstream, donde permaneció por más de trece semanas. El sencillo también se convirtió en un rotundo éxito en el Top 40 de la radio, ingresó rápidamente a las veinte primeras posiciones del Top 40 Tracks, donde semanas después se ubicó en el puesto n.º 15. En Canadá "Candy" alcanzó la posición n.º 35.
En Europa "Candy" ingresó exitosamente a las listas musicales. En el Reino Unido el sencillo ingresó directamente en el Top 20, semanas después alcanzó la posición n.º 6. En Alemania el sencillo se posicionó n.º 32, "Candy" se mantuvo por más de diez semanas en las listas musicales de Alemania. En Francia el sencillo ingresó el 18 de marzo de 2000 en la posición n.º 66 ascendiendo en su sexta semana en la lista musical a la posición n.º 17. En Oceanía "Candy" fue un rotundo éxito. En Australia el sencillo ingresó el 20 de febrero de 2000 en la posición n.º 16 ascendiendo en su séptima semana de permanencia en la lista musical a la posición número dos, en la cual se mantuvo durante tres semanas consecutivas. Fue certificado Platino por la ARIA tras superar las 100,000 copias, permaneció durante dieciocho semanas en la lista musical, y se convirtió en uno de los setenta sencillos más exitosos en el país. En Nueva Zelanda el sencillo ingresó el 19 de diciembre de 1999, en la posición n.º 36, nueve semanas después alcanzó la posición n.º 10.

## Video musical

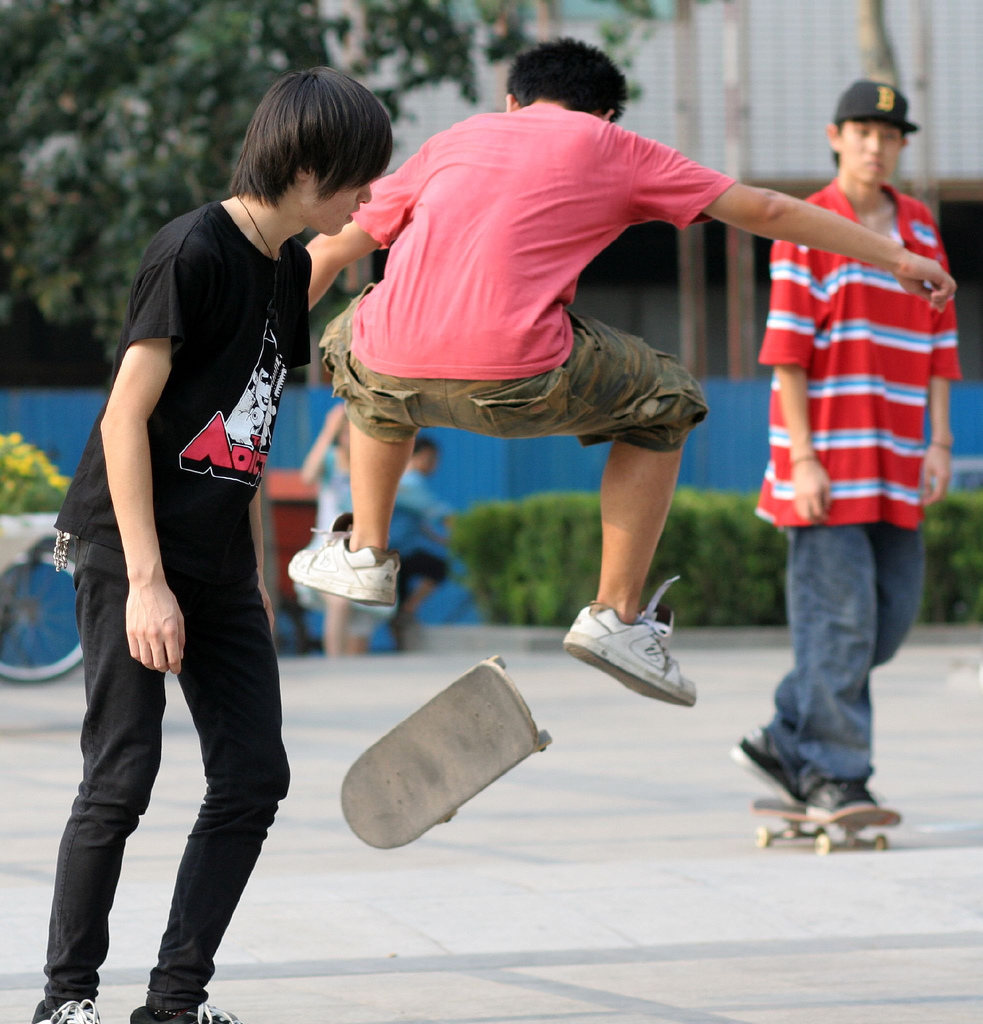
El video musical de "Candy" fue rodado en su mayoría en una pista Skate.

### Rodaje
El video musical para promocionar al sencillo y al álbum a la vez, fue dirigido por Chris Robinson.

### Trama
El videoclip inicia con tomas de una tranquila calle de los Estados Unidos donde se supone está la casa de Mandy Moore, la cámara se enfoca en su habitación donde ella empieza a cantar, aproximadamente después de un minuto sus amigas la llaman por la ventana, y todas salen en un VW Bettle verde, en el camino hacia la cafetería Mandy mira al chico que ella quiere y quien le dedica la canción, en el clímax del video monta una coreografía con sus bailarinas en el centro de una pista donde hay personas en patineta y patines. Al finalizar el video musical se muestra a Moore y a sus bailarinas alrededor de ella. Para el rodaje del videoclip se contó con la participación del grupo femenino pop llamado PYT, las cuales participaron en la banda sonora de la película Miss Simpatía.

### Estreno
El video Candy de Mandy Moore fue bien recibido en el programa de MTV TRL (en Latinoamérica conocido como Los 10 + Pedidos) al igual que Britney Spears, Christina Aguilera y Jessica Simpson. EL videoclip como tal, llegó a la posición número dos en reiteradas ocasiones, de esta manera reafirmaba su popularidad entre el público joven, sin embargo el video no pudo enviarse al retiro al no poder cumplir los 65 días dentro del conteo, pero se quedó muy cerca con 61 días; más tarde por políticas del programa en octubre de 2001 el día máximo dentro del conteo se redujo de 65 a 50 días, por tanto si Mandy hubiera sido lanzada como artista a finales del 2001 su videoclip hubiera llegado al retiro sin ningún problema, y se le hubiese entregado la placa honoraria.

## Lista de canciones
- CD Single Versión: Norteamericana

1. «Candy» (Álbum Versión) (Rice, David /Stevens, Mark) — 4:06

- CD Maxi-Single Versión: Europea'

1. «Candy» (Álbum Versión) (Rice, David /Stevens, Mark) — 3:56
2. «Candy» (Hex Hector 12" Mix) (Rice, David /Stevens, Mark) — 9:52
3. «Candy» (Richie Santana Club Mix) (Rice, David /Stevens, Mark) — 6:34

## Posicionamiento
| Listas (1999-2000)                          | Posición |
| ------------------------------------------- | -------- |
| Australia (ARIA)                            | 2        |
| Austria (Ö3 Austria Top 40)                 | 38       |
| Brasil (Brasil Hot 100)                     | 5        |
| Bélgica (Flandes) (Ultratip Bubbling Under) | 9        |
| Bélgica (Valonia) (Ultratop 50)             | 30       |
| Canadá (Canadian Hot 100)                   | 35       |
| Francia (SNEP)                              | 16       |
| Alemania (Media Control AG)                 | 72       |
| Irlanda (IRMA)                              | 27       |
| Nueva Zelanda (Recorded Music NZ)           | 10       |
| Suecia (Sverigetopplistan)                  | 46       |
| Suiza (Schweizer Hitparade)                 | 39       |
| Reino Unido (UK Singles Chart)              | 6        |
| Estados Unidos (Billboard Hot 100)          | 41       |
| Estados Unidos (Mainstream Top 40)          | 27       |
| Estados Unidos (Radio Songs)                | 15       |
| Estados Unidos (Hot Singles Sales)          | 8        |

### Year-end charts
| Listas (2000)    | Posición |
| ---------------- | -------- |
| Australia (ARIA) | 11       |

## Certificaciones
| Año  | País                  | Certificación | Oro/Platino equivale a |
| ---- | --------------------- | ------------- | ---------------------- |
| 2000 | Australia (ARIA)      | Platino       | 70 000                 |
| 1999 | Estados Unidos (RIAA) | Oro           | 500 000                |